# Bibian Norai
 (janvier 2018).
Bibian Norai, née le 1er septembre 1967, est une actrice pornographique espagnole. Elle a remporté le FICEB Ninfa Award de la Meilleure Actrice espagnole (Le Fétiche de Jardin) en 2003 et celui de la Meilleure Réalisatrice en 2004.